# Classe Kidd

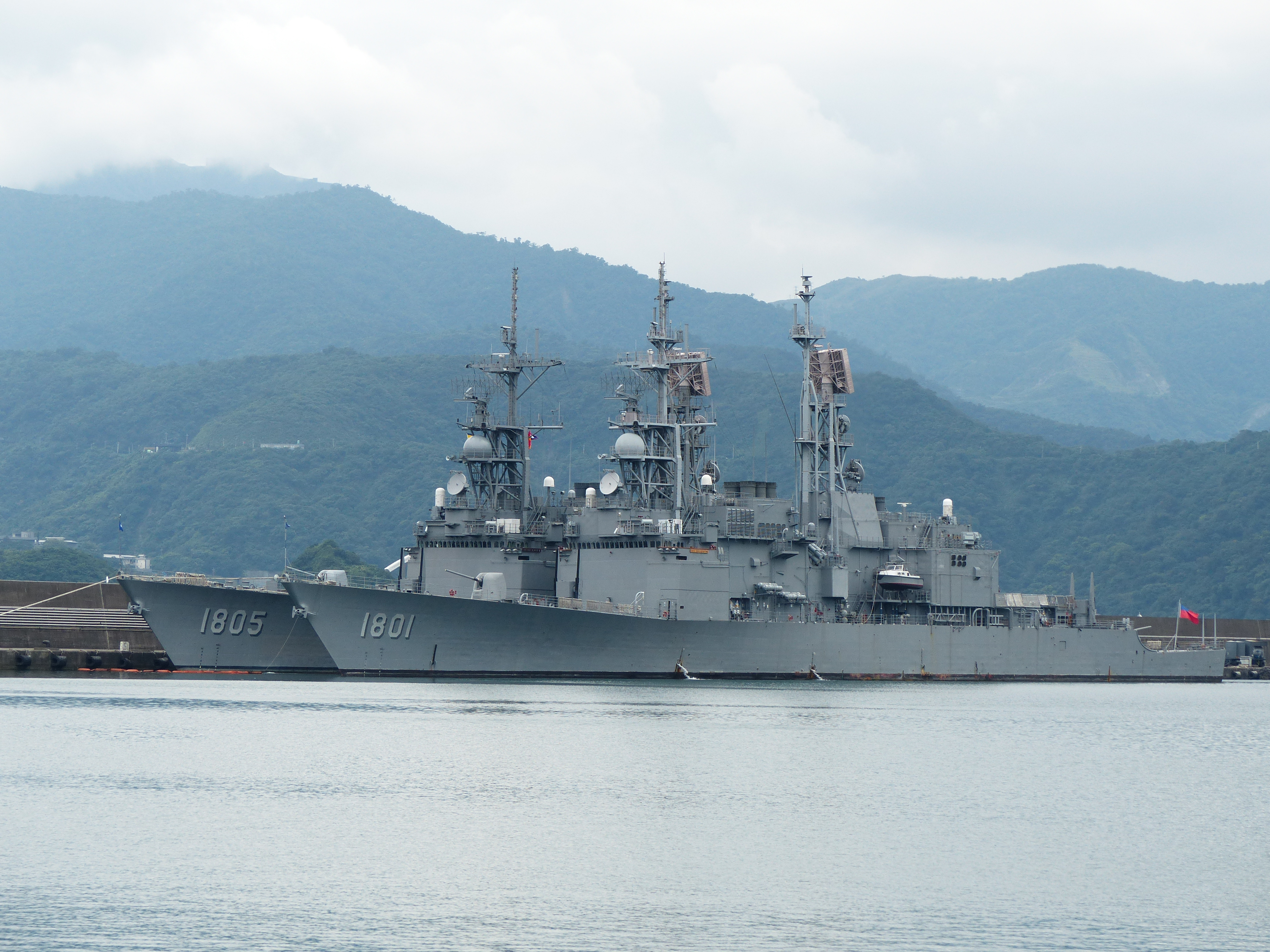
Dois contratorpedeiros da Classe Kidd.

A Classe Kidd  foi uma série de quatro navios contratorpedeiros baseados na Classe Spruance. Ao contrário dos seus predecessores, que foram desenhados para a guerra antissubmarino, os Kidds foram construídos como navio multipropósito, com capacidades de defesa antiaérea expandidas.
Originalmente concebido para a Marinha Imperial Iraniana, o contrato foi cancelado após a Revolução Islâmica de 1979, com as embarcações sendo então entregues para a Marinha dos Estados Unidos. Eles foram descomissionados em 1999 e vendidos para a marinha das Forças Armadas de Taiwan, onde foram rebatizadas de "Classe Kee Lung".